# Cohors I Claudia
Die Cohors I Claudia [milliaria] [equitata] (deutsch 1. Kohorte die Claudische [1000 Mann] [teilberitten]) war eine römische Auxiliareinheit. Sie ist durch Militärdiplome und Inschriften belegt.

## Namensbestandteile
- Claudia: die Claudische.

- milliaria:[A 1] 1000 Mann. Je nachdem, ob es sich um eine Infanterie-Kohorte (Cohors milliaria peditata) oder einen gemischten Verband aus Infanterie und Kavallerie (Cohors milliaria equitata) handelt, lag die Sollstärke der Einheit entweder bei 800 oder 1040 Mann.

- equitata: teilberitten. Die Einheit war ein gemischter Verband aus Infanterie und Kavallerie. Der Zusatz kommt in den Inschriften (AE 1934, 107, CIL 9, 2958) vor.

Die Einheit war entweder eine Cohors (quingenaria) equitata mit einer Sollstärke von 600 Mann (480 Mann Infanterie und 120 Reiter), bestehend aus 6 Centurien Infanterie mit jeweils 80 Mann sowie 4 Turmae Kavallerie mit jeweils 30 Reitern oder eine Cohors milliaria equitata mit einer Sollstärke von 1040 Mann (800 Mann Infanterie und 240 Reiter), bestehend aus 10 Centurien Infanterie mit jeweils 80 Mann sowie 8 Turmae Kavallerie mit jeweils 30 Reitern.

## Geschichte
Die Kohorte war in den Provinzen Galatia et Cappadocia und Cappadocia stationiert. Sie ist auf Militärdiplomen für die Jahre 99 bis 101 n. Chr. aufgeführt.
Die Anfänge der Einheit und ihre frühe Geschichte sind unbekannt; möglicherweise wurde sie zusammen mit der Cohors II Claudia aufgestellt. Der erste Nachweis der Einheit in der Provinz Galatia et Cappadocia beruht auf einem Militärdiplom, das auf 99 n. Chr. datiert ist. In dem Diplom wird die Kohorte als Teil der Truppen (siehe Römische Streitkräfte in Cappadocia) aufgeführt, die in der Provinz stationiert waren. Ein weiteres Diplom, das auf 101 datiert ist, belegt die Einheit in derselben Provinz. Die Kohorte war nicht unter den Einheiten, die Arrian für seinen Feldzug gegen die Alanen (Ἔκταξις κατὰ Ἀλάνοον) um 135 mobilisierte. Sie wurde vermutlich nach 160 zu einer Cohors milliaria equitata erweitert.
Letztmals erwähnt wird die Einheit in der Notitia dignitatum mit der Bezeichnung Cohors prima Claudia equitata für den Standort Sebastopolis. Sie war Teil der Truppen, die dem Oberkommando des Dux Armeniae unterstanden.

## Standorte
Standorte der Kohorte in Cappadocia waren möglicherweise:
- Sebastopolis: Die Einheit wird in der Notitia dignitatum für diesen Standort aufgeführt.

## Angehörige der Kohorte
Folgende Angehörige der Kohorte sind bekannt:

### Kommandeure
- [] Obidiu[s] [], ein Tribun (CIL 9, 2958). Er war auch Präfekt der Cohors II Civium Romanorum.
- T(itus) Iul(ius) Sat[ur]ninus, ein Präfekt (AE 1934, 107)